# Burscheid
Burscheid (Rheinland) is een stad en gemeente in de Duitse deelstaat Noordrijn-Westfalen, gelegen in de Rheinisch-Bergischer Kreis. De gemeente Burscheid telt 18.527 inwoners (31 december 2020) op een oppervlakte van 27,38 km².

## Afbeeldingen

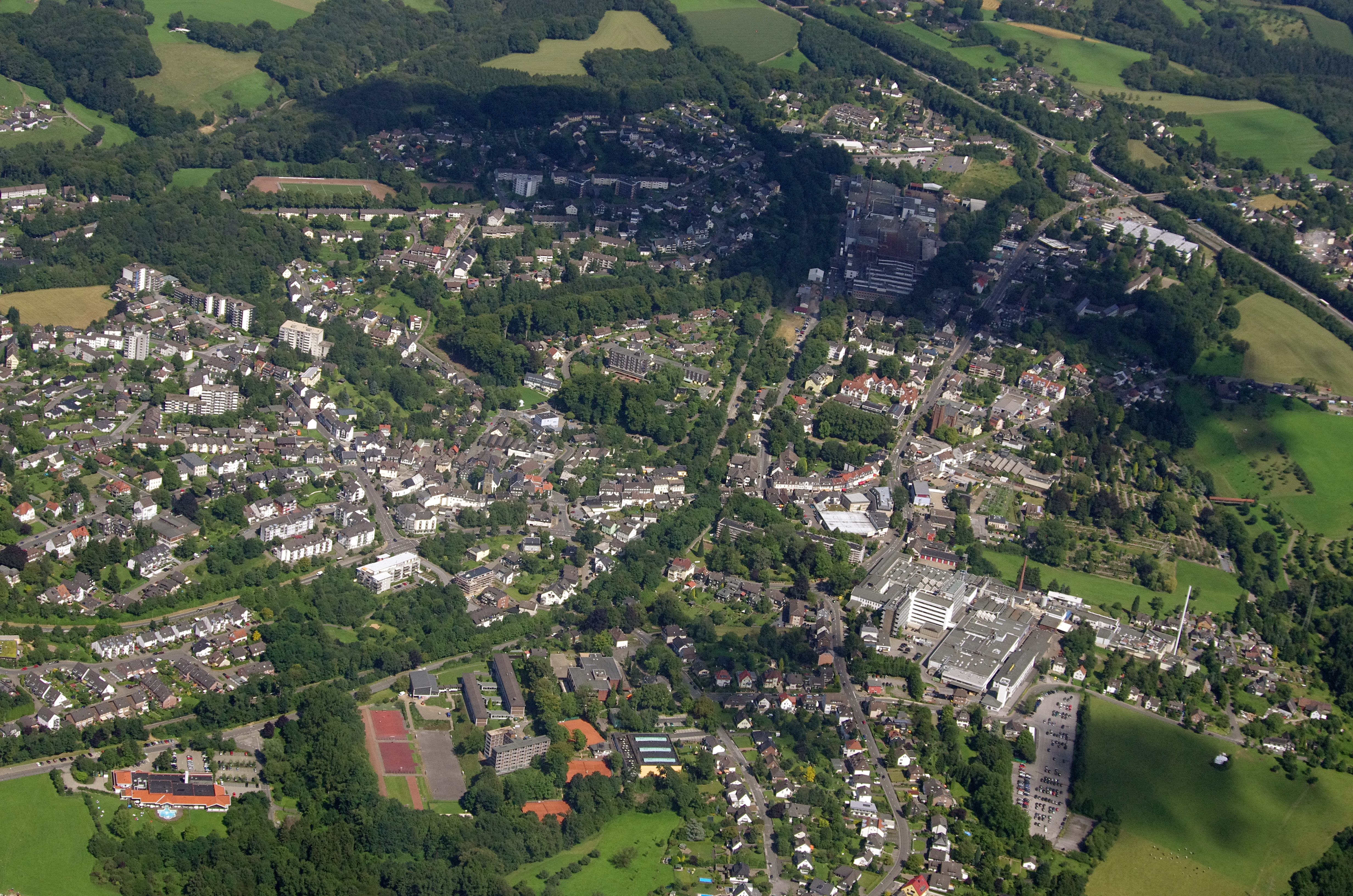
Gezicht op Burscheid
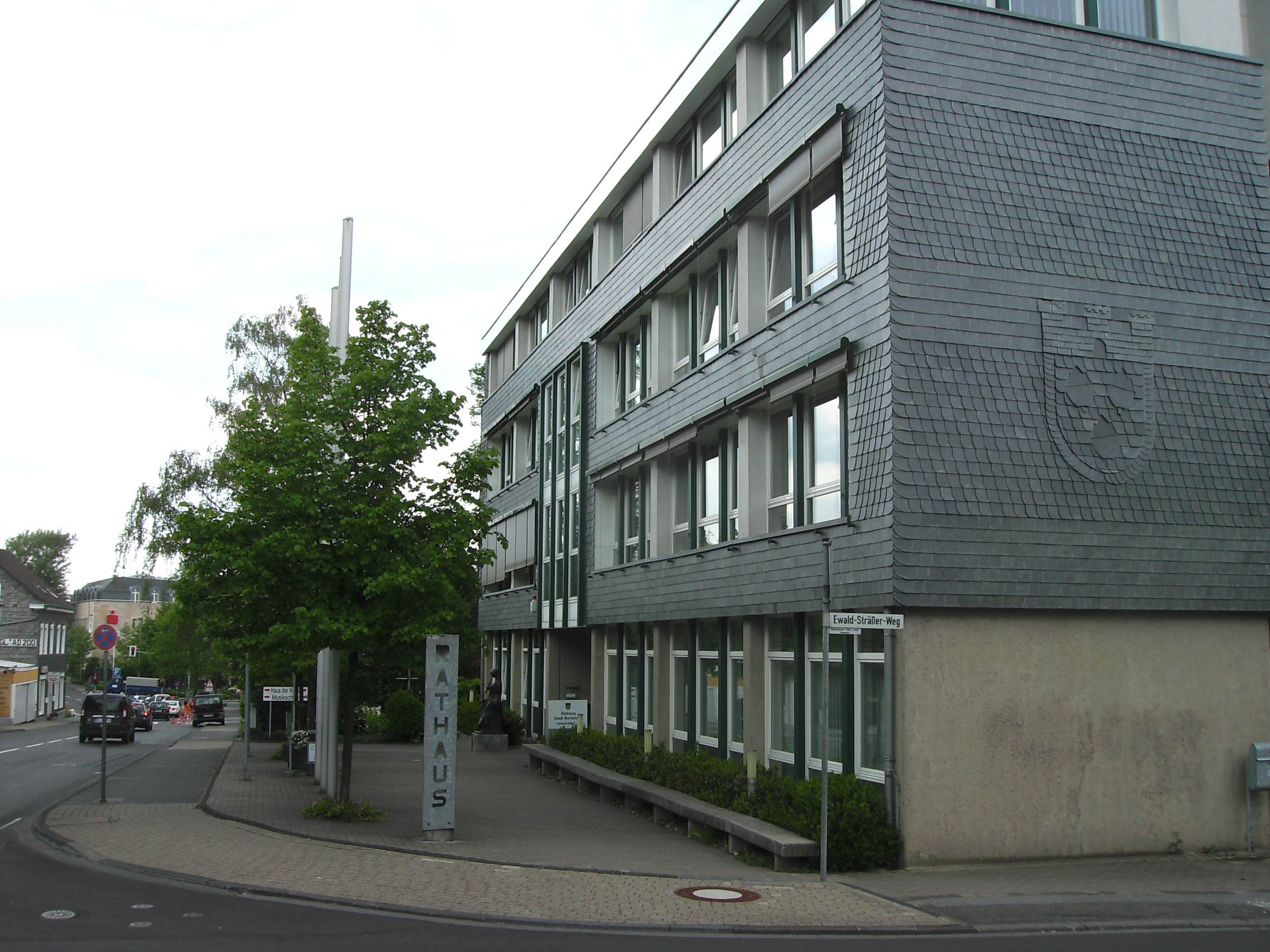
Gemeentehuis
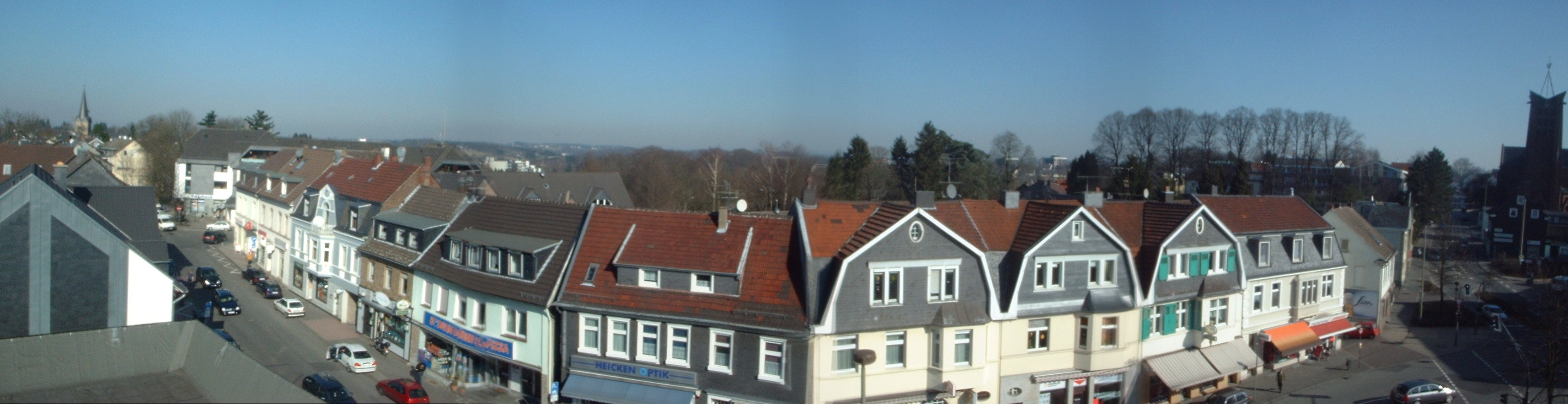
Centrum

Bergisch Gladbach · Burscheid · Kürten · Leichlingen · Odenthal · Overath · Rösrath · Wermelskirchen